# Jorge Quesada
Jorge Quesada Obando (San José; 11 de septiembre de 1915-Ciudad de México; 1 de diciembre de 1983) fue un futbolista costarricense que jugaba como centrocampista.

## Clubes
| Club               | País       | Año       |
| ------------------ | ---------- | --------- |
| La Libertad        | Costa Rica | 1932-1935 |
| Español            | España     | 1935-1937 |
| Red Star Olympique | Francia    | 1937-1939 |
| Real Club España   | México     | 1939-1947 |
| Orión              | Costa Rica | 1947-1948 |
| América            | México     | 1948-1950 |

## Palmarés

### Títulos nacionales
| Título               | Club             | País       | Año     |
| -------------------- | ---------------- | ---------- | ------- |
| Copa Cafiaspirina    | La Libertad      | Costa Rica | 1933    |
| Copa Gambrinus       | La Libertad      | Costa Rica | 1934    |
| Primera División     | La Libertad      | Costa Rica | 1934    |
| Copa Olímpica        | La Libertad      | Costa Rica | 1934    |
| Copa White Horse     | La Libertad      | Costa Rica | 1935    |
| Primera División     | Real Club España | México     | 1939-40 |
| Primera División     | Real Club España | México     | 1941-42 |
| Primera División     | Real Club España | México     | 1943-44 |
| Copa México          | Real Club España | México     | 1943-44 |
| Campeón de Campeones | Real Club España | México     | 1943-44 |
| Primera División     | Real Club España | México     | 1944-45 |
| Campeón de Campeones | Real Club España | México     | 1944-45 |

### Títulos internacionales
| Título                                  | Equipo     | Sede      | Año  |
| --------------------------------------- | ---------- | --------- | ---- |
| Campeonato Centroamericano y del Caribe | Costa Rica | Guatemala | 1948 |

### Distinciones individuales
| Distinción                                           | Año  |
| ---------------------------------------------------- | ---- |
| Máximo goleador de la Primera División de Costa Rica | 1934 |
| Máximo goleador de la Copa Olímpica                  | 1934 |